# Christoph Keller
Christoph U. Keller (* 1964) is een Zwitserse sterrenkundige.

## Levensloop
In 1992 promoveerde Keller (met medaille) aan de ETH Zurich in Zwitserland, onder begeleiding van J.O. Stenflo. Nadat hij daar ook een postdoc had afgerond, was hij van 1994 tot 2005 werkzaam bij het National Solar Observatory in Tucson, Arizona (VS). Daarna bleef hij nog een tijd als adjunct-astronoom verbonden aan dit zonneobservatorium.
Hij werd in 2005 hoogleraar experimentele astrofysica aan het toenmalige sterrenkundige instituut van de Universiteit Utrecht. Toen dit instituut in 2012 gesloten werd, vervolgde hij deze functie aan de Universiteit Leiden. In 2022 werd Keller wetenschappelijk directeur van het Lowell-observatorium in Flagstaff, Arizona (VS). Hij blijft verbonden aan de Universiteit Leiden. Zijn onderzoek richt zich onder andere op polarimetrie, waarmee hij magneetvelden van de zon en exoplanetaire systemen bestudeerd. Verder ontwikkelt hij instrumenten op het gebied van sterrenkunde, remote-sensing en biomedische beeldvorming.